# Adam Smith (labdarúgó, 1991)
Adam James Smith (London, Anglia, 1991. április 29. –) angol labdarúgó, aki jelenleg a Bournemouth-ban játszik, hátvédként. Az angol válogatott számos korosztályos csapatában játszott, de a felnőtt csapatba mindeddig nem kapott meghívót.

## Pályafutása

### Tottenham Hotspur
Smith a Tottenham Hotspur ifiakadémiáján kezdett el futballozni, ahol 2007-ben kapta meg első ifiszerződését. 2009 augusztusában rövid időre kölcsönvette a Wycombe Wanderers, ahol két jobbhátvéd is lesérült. 2009. augusztus 8-án, a Charlton Athletic ellen mutatkozott be a bajnokságban. Szeptember 5-én visszatért a Spurshöz, majd meghívót kapott az U19-es angol válogatott Európa-bajnoki selejtezőire. Végül Szlovákia ellen debütált, végigjátszva a mérkőzést.
2009 novemberében Smith kölcsönben a negyedosztályban szereplő Torquay Unitedhez igazolt, ahol 2010 januárjáig maradt. Ez idő alatt 16 bajnoki mérkőzésen lépett pályára. 2010. szeptember 23-án ismét kölcsönadta a Tottenham Hotspur, ezúttal a Bournemouth-nak. A Carlisle United ellen mutatkozott be, a 2-0-ra megnyert mérkőzésen kiharcolt egy tizenegyest, amit Michael Symes értékesített. A következő, Southampton elleni meccsen két sárga lap után kiállították, így a Brighton & Hove Albion ellen nem játszhatott, de az MK Dons elleni 3-2-es siker alkalmával már ismét a pályán volt. Pályafutása első gólját 2011. április 1-jén szerezte, a Peterborough United ellen, a 94. percben egyenlítve.
2011 augusztusában egy egész szezonra szóló kölcsönszerződést kötött a Milton Keynes Donsszal. November 5-én megszerezte első gólját a csapatban, egy távoli lövést követően, a Rochdale ellen. 2012 januárjának elején a Tottenham visszahívta magához. 2012. január 31-én az idény hátralévő részére kölcsönben a Leeds Unitedhez szerződött. Február 4-én, a Bristol City 3-0-s legyőzése során mutatkozott be. Nem sokkal később a Tottenham Hotspur visszahívta, miután első számú jobbhátvédje, Kyle Walker megsérült. 2012. május 13-án Smith bemutatkozhatott a Premier League-ben, a Fulham ellen csereként váltva Younès Kaboult.
2012. november 1-jén, a Ligakupában történt bemutatkozása után kölcsönben a Millwallhoz került. A három hónapos kölcsönszerződés lejártakor 18 mérkőzés és egy győztes gól volt a mérlege, így a klub vezetősége úgy döntött, hogy a szezon végéig hosszabbít vele. Végül összesen 25 bajnokin szerepelt a londoni klubnál.
2013. július 29-én Smith teljes szezonos kölcsönszerződést kötött a Derby Countyval, ahol a Cardiff Ciyhez távozó John Brayford pótlása volt a feladata. Augusztus 6-án mutatkozott be a csapatban, egy Oldham Athletic elleni Ligakupa mérkőzés során. A Brentford elleni 5-0-s kupasikerből szintén kivette a részét augusztus 27-én, a bajnoki bemutatkozására azonban augusztus 31-ig várnia kellett, amikor a Burnley ellen a félidőben csereként váltotta Kieron Freemant. A Derby következő hét bajnokiján sorozatban kezdő volt. Ezek közül az elsőn, a Millwall ellen a 61. percben le kellett cserélni saját testi épsége érdekében, mert a feldühödött Millwall szurkolók üvegekkel és egyéb tárgyakkal dobálták. Később elvesztette helyét a csapatban a Liverpooltól kölcsönvett Andre Wisdommal szemben, így közös megállapodás alapján 2013. november 30-án felbontották kölcsönszerződését és visszatért a Tottenham Hotspurhöz.

### Bournemouth
2014. január 28-án a Bournemouth leigazolta Smith-t, három és fél éves szerződést kínálva neki. 2015. december 19-én megszerezte első gólját a csapatban, 2-1-es győzelemhez segítve a piros-feketéket a West Bromwich Albion ellen.

## Sikerei

### Bournemouth
- A Football League Championship bajnoka: 2014/15